# Šavci
Šavci (szerbül: Шавци), település Szerbiában, a Raškai körzet Novi Pazar községében.

## Népesség
- 1948-ban 186 lakosa volt.
- 1953-ban 274 lakosa volt.
- 1961-ben 299 lakosa volt.
- 1971-ben 358 lakosa volt.
- 1981-ben 332 lakosa volt.
- 1991-ben 435 lakosa volt.
- 2002-ben 247 lakosa volt, akik közül 115 szerb (46,55%), 102 bosnyák (41,29%), 28 roma (11,33%) és 2 ismeretlen.